# Strój Sarmatów
Strój Sarmatów – wywodził się z tradycji stepowej. Mężczyźni nosili krótki kaftan, ściągany rzemieniem lub pasem, skórzane spodnie (luźne lub workowate) i miękkie skórzane buty z krótką cholewą. Na głowę zakładali spiczaste czapki tzw. baszłyk. Na wierzch nakładano płaszcz, który na lewym ramieniu był spinany fibulą. Kobiety nosiły długie suknie o rękawach sięgających nadgarstka, szarawary, a na wierzch nakładały paradny chałat, spinany fibulą na piersi. 
Strój, zwłaszcza arystokracji, wzbogacano kosztowną biżuterią ze złota, srebra, drogocennych kamieni. Kobiety nosiły diademy, naszyjniki, a na kostkach i nadgarstkach różne korale i bransolety. Mężczyźni przykładali dużą uwagę do ozdób pasów (okucia, klamry, tamgi), broni (kołczany, łubie, miecze) i rzędu końskiego (siodła, uzdy).